# UTC+6:30
UTC + 6:30 é o fuso horário onde o horário local é contado a partir de mais seis horas e trinta minutos em relação ao horário do Meridiano de Greenwich.

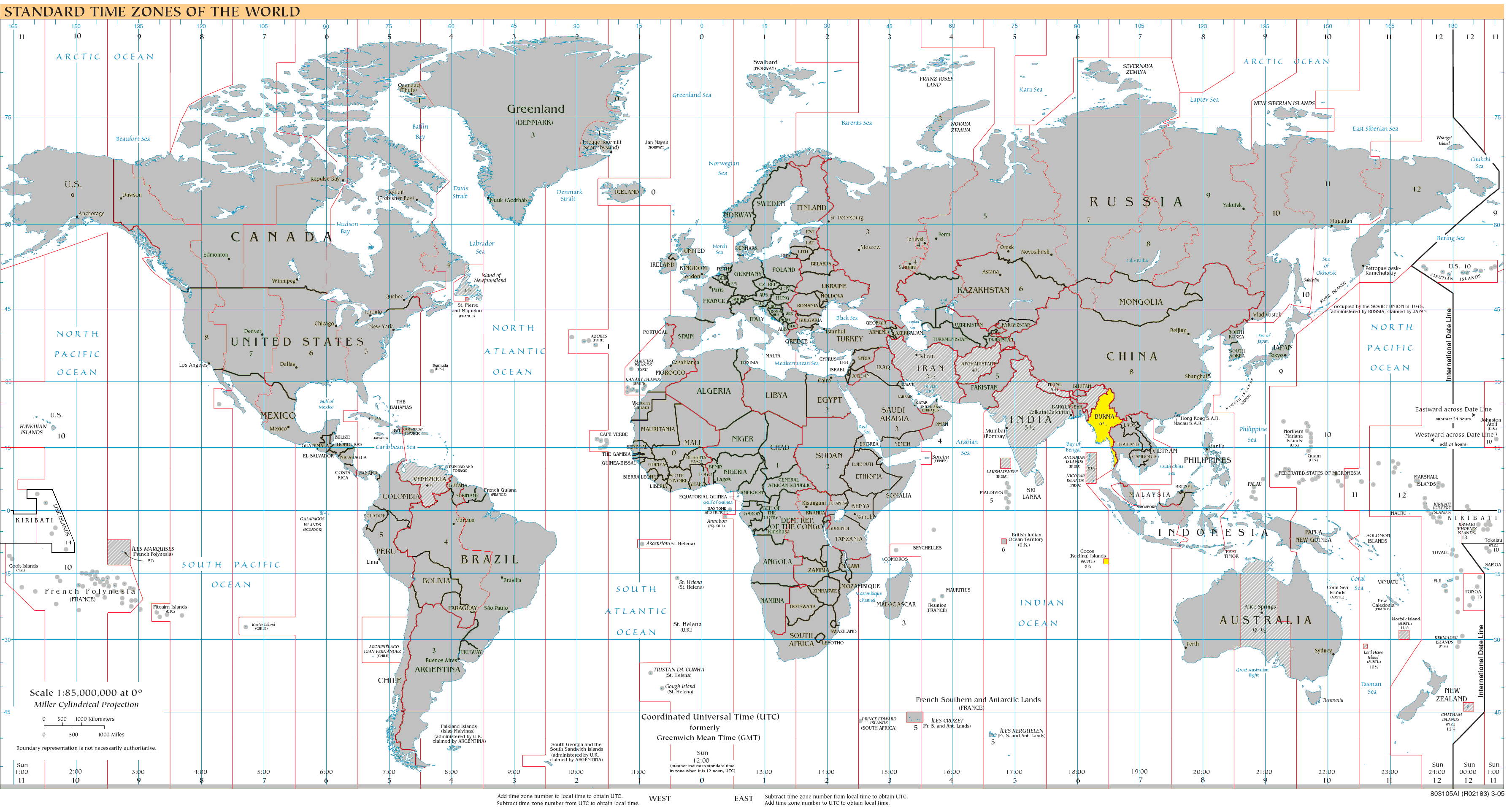
Mapa de 2008 contendo as variações de tempo de acordo com a longitude, com a UTC+6:30 em destaque (amarelo)

Longitude ao meio: 97º 30' 00" L

## Países
- Austrália:
  -  Ilhas Cocos (Keeling)[1]
- Myanmar[2]